# Джой (филм)
Джой е американски биографичен филм от 2015 г., комедийно-драматичен, написан и режисиран от Дейвид О. Ръсел с участието на Дженифър Лорънс в ролята на Джой Мангано, обикновена жена, станала милионер и създала собствена бизнес империя.
Филмът получава смесени отзиви от критиците, които възхваляват изпълнението на Лорънс, но критикуват сценария и ритъма на филма. Лорънс получава номинация за Оскар за най-добра актриса и печели наградата Златен глобус за най-добра актриса. „Джой“ е номиниран и за наградата Златен глобус за най-добър филм – мюзикъл или комедия, сред други отличия.